# Parlor, Bedroom and Bath (film, 1931)
 (août 2025).
Pour le film de 1920, voir Parlor, Bedroom and Bath.
Pour plus de détails, voir Fiche technique et Distribution.
Parlor, Bedroom and Bath est un film d'Edward Sedgwick produit par Buster Keaton, sorti en 1931. Il s'agit d'une nouvelle adaptation de la pièce de théâtre du même nom de Charles William Bell (en), jouée à partir de 1917. Une version en français avec une distribution différente, a été tournée et sortie sous le titre Buster se marie.

## Synopsis
Jeffrey Haywood veut épouser Virginia "Ginny" Embrey. Cependant, Ginny refuse de se marier tant que sa sœur aînée, Angelica, ne soit mariée en premier. Jeffrey tente de rapprocher le maladroit Reginald et la difficile Angelica.

## Fiche technique
- Photo : Leonard Smith
- Producteur : Buster Keaton
- Distribution : Metro-Goldwyn-Mayer
- Langue : anglais
- Format : Noir et blanc
- Genre : Comédie
- Date de sortie :
  - États-Unis : 28 février 1931

## Distribution
- Buster Keaton : Reginald Irving

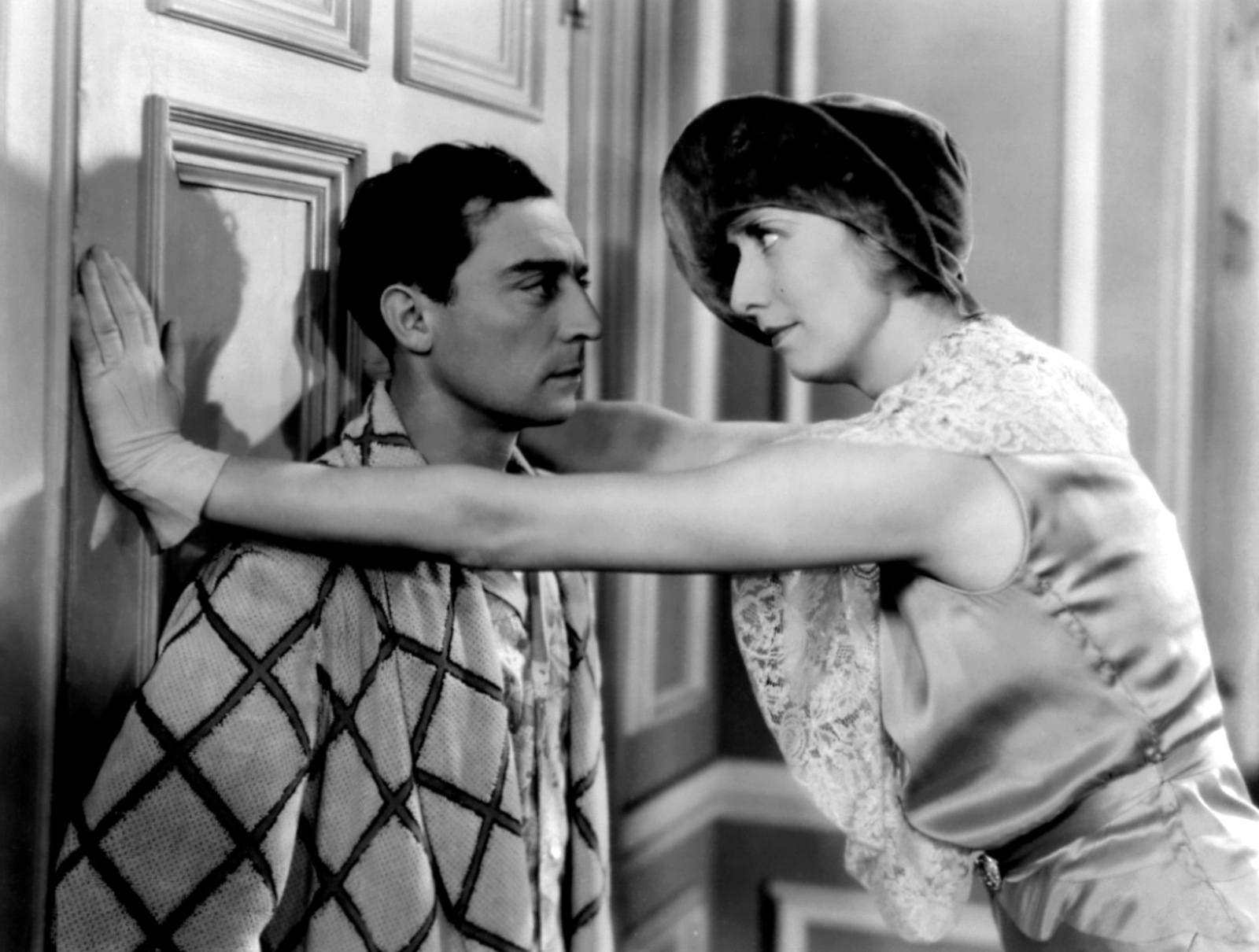
Buster Keaton et Charlotte Greenwood.

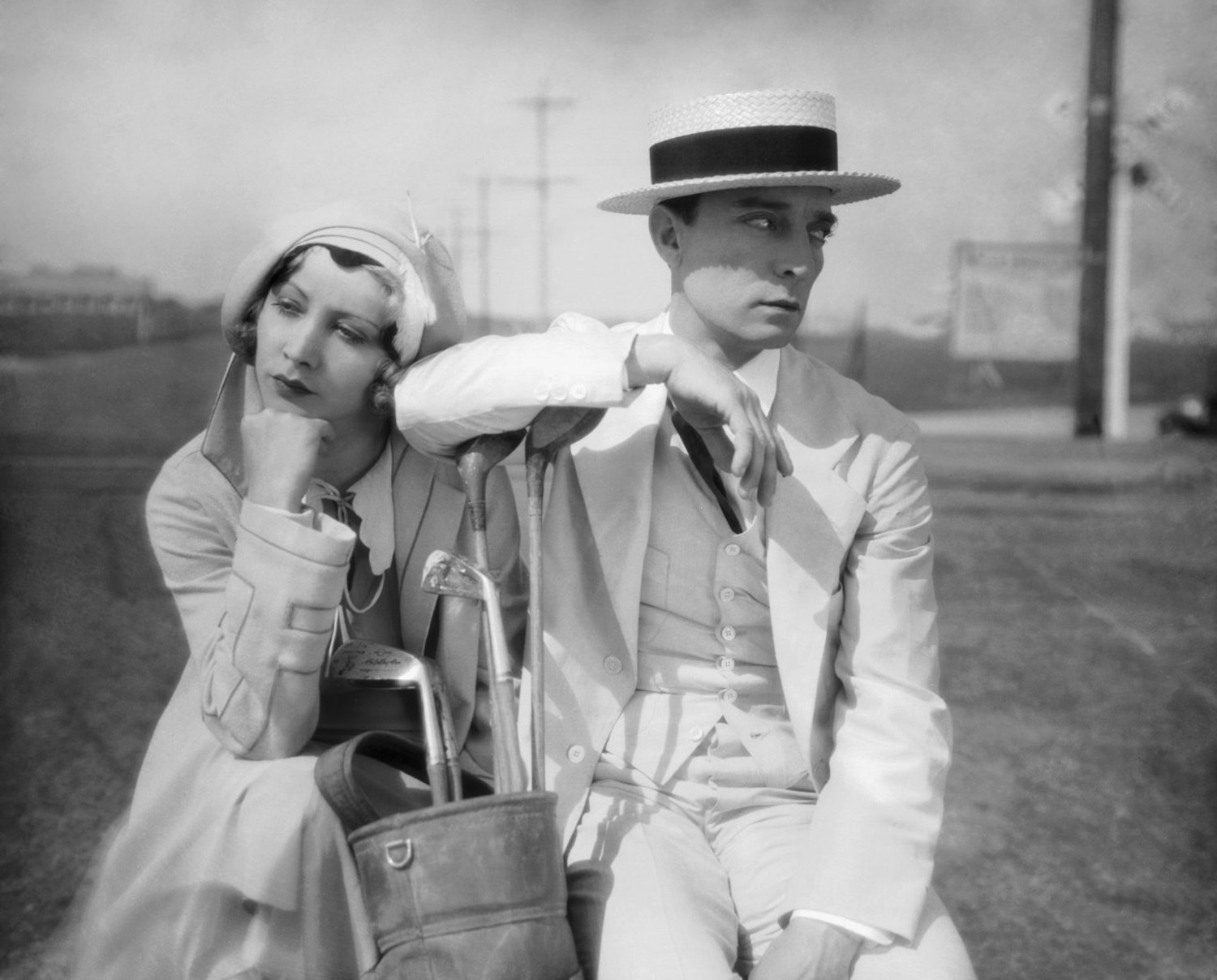
Charlotte Greenwood et Buster Keaton.

- Charlotte Greenwood : Polly Hathaway
- Reginald Denny : Jeffrey Haywood
- Cliff Edwards : Le Groom
- Dorothy Christy : Angelica Embrey
- Joan Peers : Nita Leslie
- Sally Eilers : Virginia Embrey
- Natalie Moorhead : Leila Crofton
- Edward Brophy : Détective
- Walter Merrill : Frederick Leslie
- Sidney Bracey : Majordome
- George Davis : Jardinier

## Version allemande:Casanova Wider Willen
Outre la version française, Buster se marie, une version allemande est également sortie en 1931. Edward Brophy, l'a réalisée.

### Distribution
- Buster Keaton : Reginald Irving
- Marion Lessing
- Paul Morgan
- Egon von Jordan
- Karla G.
- Françoise Rosay
- Leni Stengel
- Gerda Mann
- George Davis
- Wolfgang Zilzer